# Heinrich Haukohl

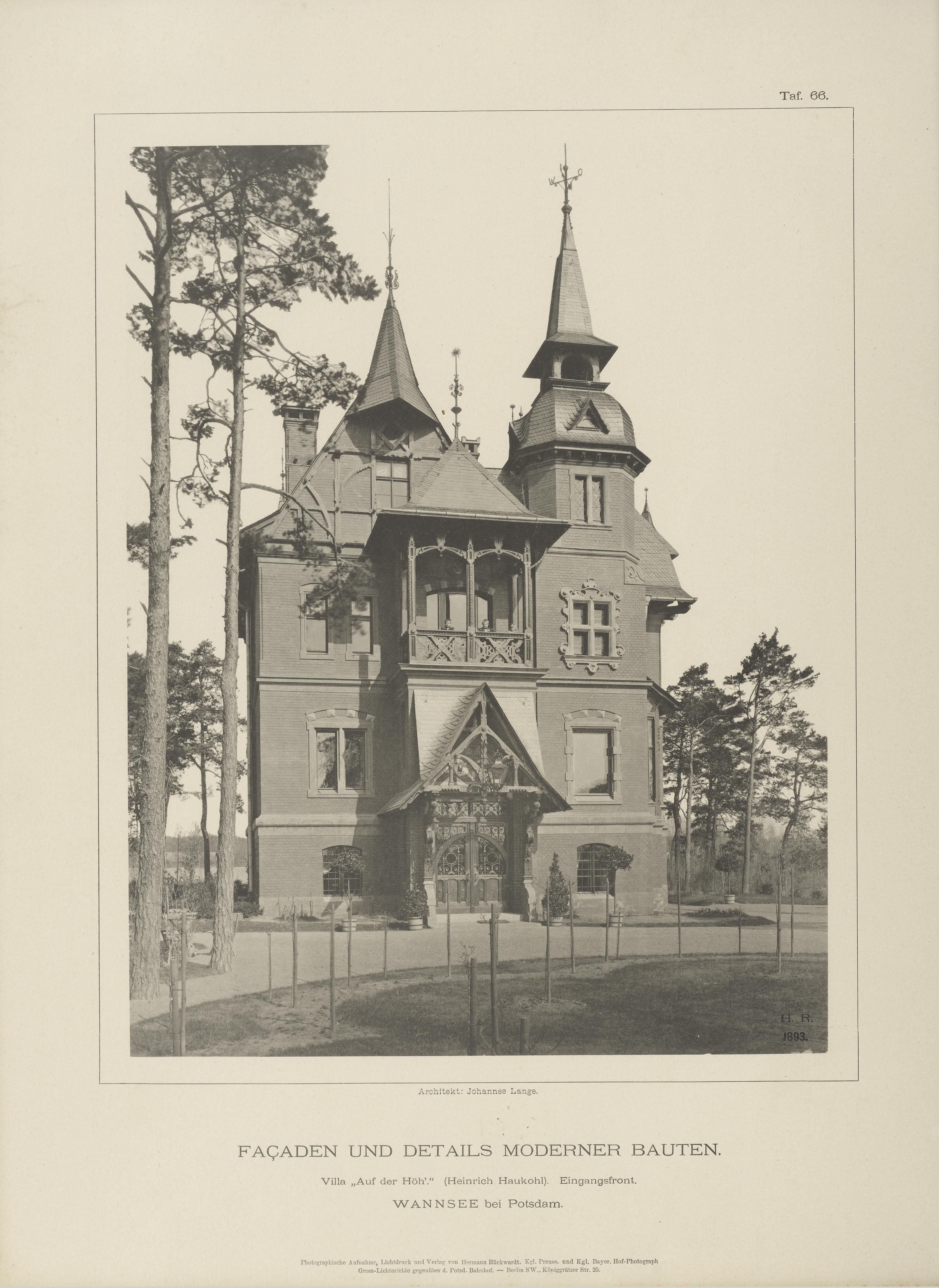
Villa auf der Höh, Berlin-Wannsee

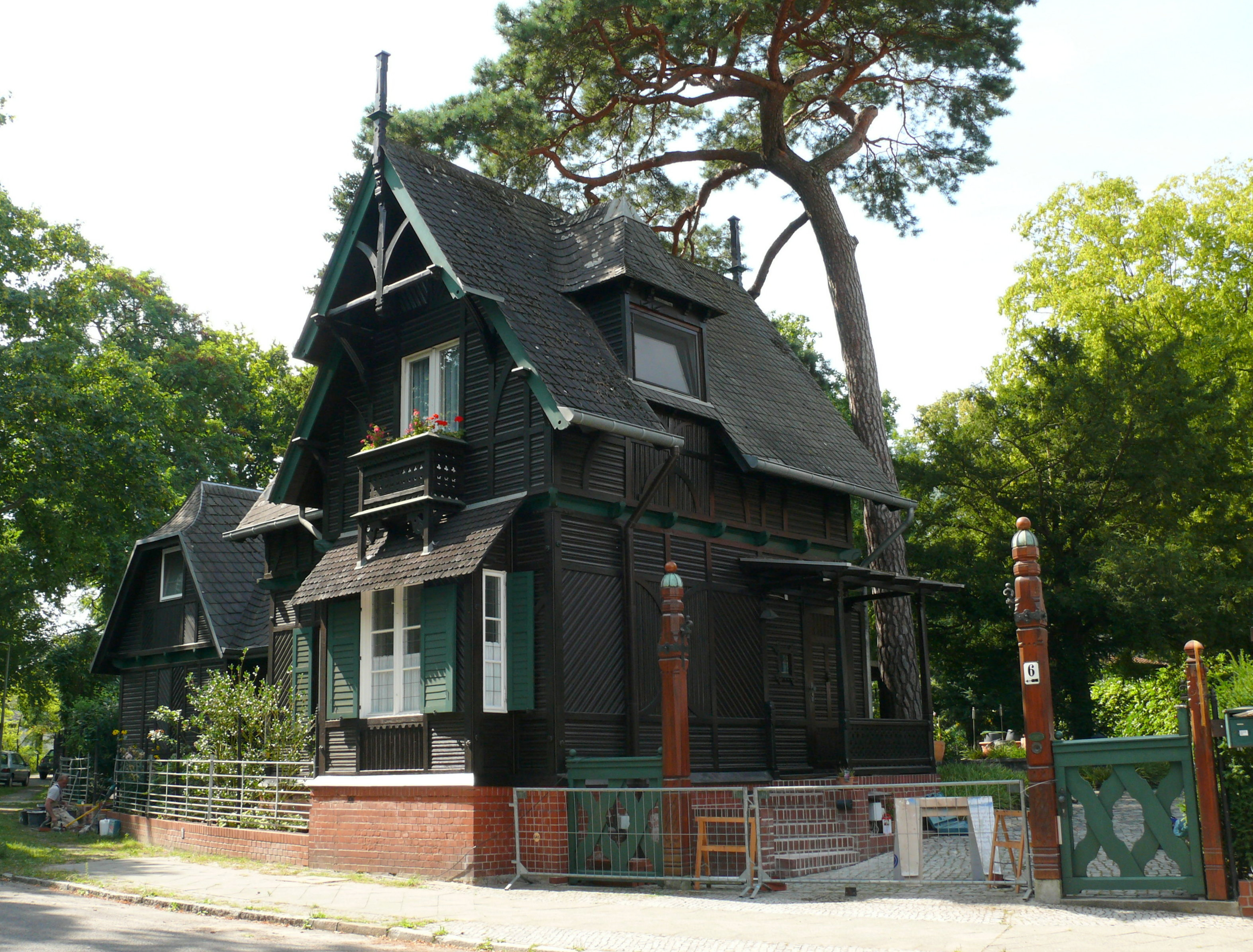
Pförtnerhaus der Haukohl-Villa

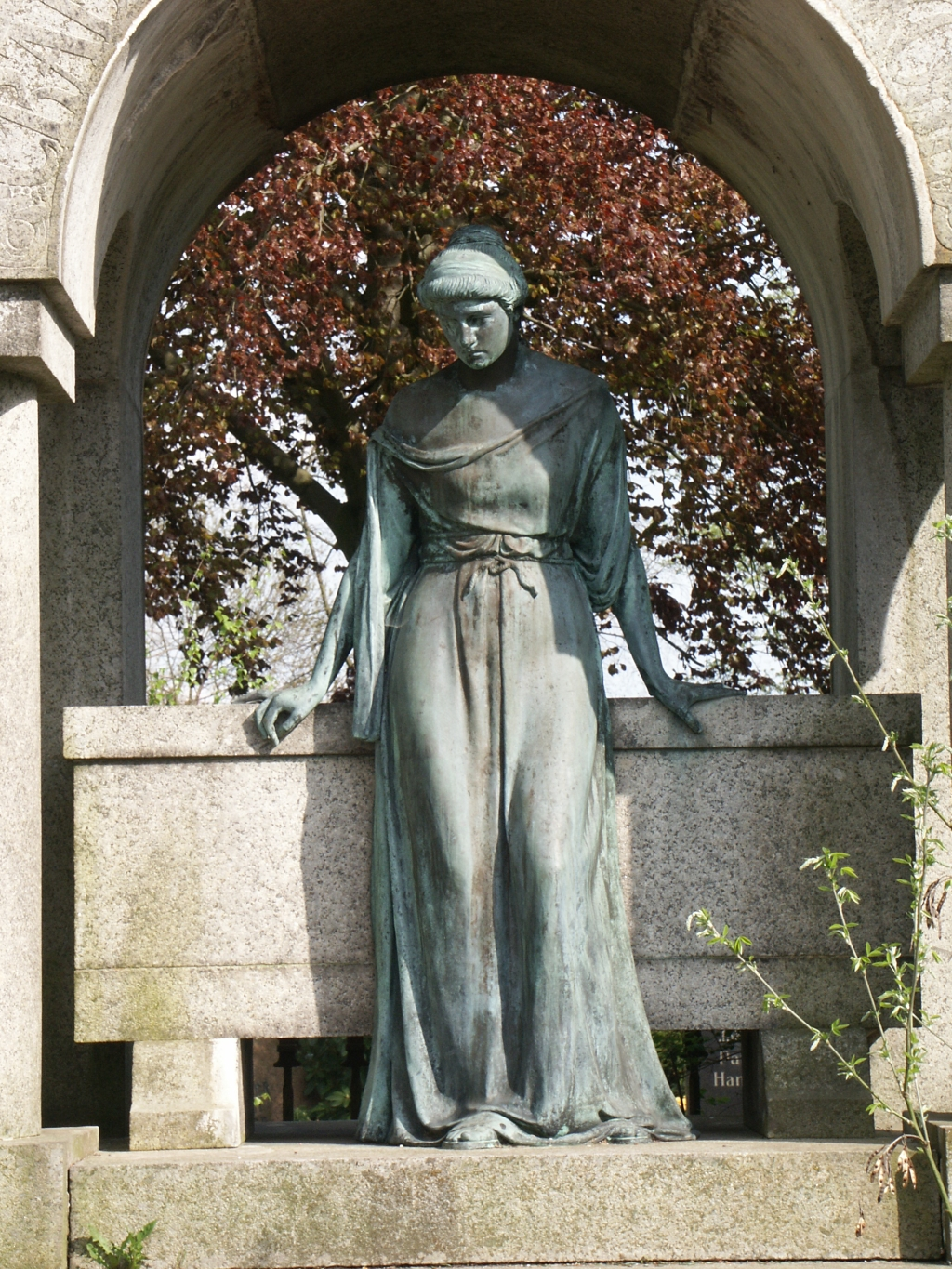
Grabmal Haukohl in Plau am See

Heinrich Friedrich Johann Haukohl (* 6. Juni 1841 in Plau am See; † 28. August 1906 in Berlin) war ein deutscher Großkaufmann und Handelsrichter.

## Biografie
Heinrich Haukohl ist Mitglied einer weit verzweigten Familie. Der 1771 in Bützow geborene Großvater Christian Ludwig Haukohl heiratete 1809 in Plau in dritter Ehe Friederica Loeser und übernahm die Gastwirtschaft ihres Vaters in der Marktstraße. Sie wurden die Stammeltern der Plauer Familie Haukohl.
Heinrich Haukohl begann nach seiner kaufmännischen Ausbildung – wo und bei wem ist unbekannt – 1859 in London bei der Wollhandlung „Ld. Huth & Co.“. Ab 1872 wurde er in Berlin Mitinhaber der Fa. „Gustav Ebell & Co.“, ebenfalls eine Wollhandlung mit Niederlassungen in Südafrika (Port Elizabeth) und Australien. 
1886 ließ sich Haukohl in erstklassiger Lage in Wannsee bei Berlin durch den Architekten Johannes Lange die noch erhaltene, aber stark zum Nachteil veränderte „Villa auf der Höh“ mit einem heute bebauten rund 20.000 m² großen Park errichten. Original erhalten blieb lediglich das Pförtnerhaus als besonderes Beispiel für Holzarchitektur in Berlin. Inzwischen ist jedoch auch ein denkmalgerechter teilweiser Rückbau der Villa erfolgt.
Als Handelsrichter am Landgericht I und Ältester der Kaufmannschaft von Berlin genoss Haukohl großes Ansehen. Als Mitglied im Verein Seglerhaus am Wannsee war er einer der Förderer dieses Vereins. Er engagierte sich überdies im Gartenbauverein und von 1880 bis zu seinem Tod in der Gesellschaft für Erdkunde zu Berlin.
Für die Plauer Marienkirche stiftete Heinrich Haukohl in Andenken an seine Eltern 1901 zwei bronzene Altarleuchter. Verbunden mit einer Grabstiftung erfolgte 1902 die Errichtung eines Erbbegräbnisses auf dem Plauer Friedhof nach einem Entwurf von Bildhauer Wilhelm Wandschneider. Die Grabfigur wurde im Dezember 2006 gestohlen.
Der Plauer Pastor Albert Karsten konnte den vermögenden Haukohl dazu bewegen, in seiner Vaterstadt 1904 vom Architekten Otto Stahn einen dringend notwendigen neuen Kindergarten (Am Wall 11) mit dazugehöriger Turnhalle (Bergstraße 28) als „Haukohl-Stiftung“ zu bauen und einzurichten. Die Inflationszeit von 1922/23 vernichtete jedoch das Stiftungskapital von 50.000 Mark nahezu völlig.

## Ehrungen
- 6. Plauer Ehrenbürger am 1. November 1904 als Dank für die Stiftung des Kinderhortes (Ehrenbürgergrab auf dem Plauer Friedhof)
- 6. Juni 1991 Benennung des Kindergartens am Alten Wall in „Haukohl-Kindergarten“, zusammen mit dem am 23. September 2004 eingeweihten „Haukohl-Haus“, der ehemaligen Turnhalle, bilden sie die integrative evangelische Kindertagesstätte „Zwergenparadies“ (Übernahme und Namensgebung im Januar 1994)